# Дельфийские фестивали
Дельфийские фестивали — праздники с разнообразными художественными выступлениями, театрализованными представлениями, презентациями, выставками. Фестиваль (от лат. festivus — весёлый, праздничный) в разных современных языках означает массовое празднество. Название «Дельфийский фестиваль», связанное с греческим городом Дельфы и с возрождением Дельфийской идеи, впервые появилось в 1927 году, а после 1994 года стало активно использоваться организаторами современных Дельфийских игр.

## Исторические предпосылки
Античные Панафинейские и Панэллинские игры в Греции включали в себя как состязания — агоны, так и пышные праздничные ритуалы, посвящённые богам — покровителям разных Игр: Афине, Зевсу, Аполлону, Посейдону.
|                                 |  |                                                                |  |
| Кифаред. Амфора V века до н. э. |  | На Истмийских играх. Иллюстрация в книге, изданной в 1850 году |  |

Игры проводились на материковой части, на островах и даже в колониях, например, в черноморском Херсонесе. Праздничный характер церемоний открытия самых известных Игр — Панафинейских,  Олимпийских, Пифийских, Немейских и Истмийских отмечается в разных энциклопедических источниках.
Хвалебные гимны в честь богов, праздничные шествия, театрализованные представления, жертвоприношения и пиры наряду с атлетическими, конными, музыкальными состязаниями были неотъемлемой частью античных Игр. Особенной красочностью, по свидетельствам современников, отличались Пифийские игры. Дельфы были священным городом без стен и войска. Считалось, что сам Аполлон покровительствовал городу. Благодаря знаменитому Дельфийскому оракулу, окрестные города-государства общими силами защищали Дельфы от любых нападений.
Проходившие во время античных Игр состязания философов под названием «Семь мудрецов» получили известность во всей Элладе. В Пифийских играх участвовал юный Платон — ученик Сократа и будущий учитель Аристотеля.
После возрождения на рубеже XIX и XX веков самых известных в наши дни античных Игр Пьер де Кубертен предложил, начиная с пятой летней Олимпиады, дополнять спортивную программу художественными состязаниями. Конкурсы искусств на Олимпийских играх успешно проводились до 1948 года.

## Дельфийские фестивали 1927 и 1930 годов

Афиша Дельфийского фестиваля 1927 года

Официальное название «Дельфийский фестиваль»
впервые появилось при попытке возрождения Дельфийской идеи, которую предприняли в первой половине XX века на родине Пифийских игр греческий поэт и драматург Ангелос Сикелианос и его американская супруга Ева Палмер-Сикелианос, искусствовед, хореограф, лектор. Для них античная идея гармонии тела и духа была прекрасной мечтой, которую необходимо возрождать. Совместно они организовали и провели первый Дельфийский фестиваль в мае 1927 года.
См.: Первый Дельфийский фестиваль
В сохранившемся античном амфитеатре Дельф состоялось театрализованное представление трагедии Эсхила «Прометей прикованный».
Кроме художественной части фестиваля была и спортивная — на стадионе Дельф проходили выступления атлетов, борцов, конников и др..
См.: Второй Дельфийский фестиваль
На втором Дельфийском фестивале в мае 1930 года зрителям была представлена другая трагедия  Эсхила «Просительницы» с ведущей ролью хора. 
В программе фестиваля были также старинные народные танцы, спортивные игры, византийские музыкальные концерты, скульптуры, выставки картин и художественных промыслов.
См.: Реакция и последствия
Несмотря на популярность, после второго Дельфийского фестиваля в 1930 году их проведение было прервано из-за серьёзных проблем с финансированием в период Великой депрессии. Ева Палмер была вынуждена уехать в США и зарабатывать там деньги лекциями. 
Известно, что в 1952 году Линос Карзис, последователь Дельфийской идеи, надеялся на проведение очередного Дельфийского фестиваля. Но государственные ведомства не брали на себя ответственность за организацию празднеств.

## Современные фестивали в Дельфах

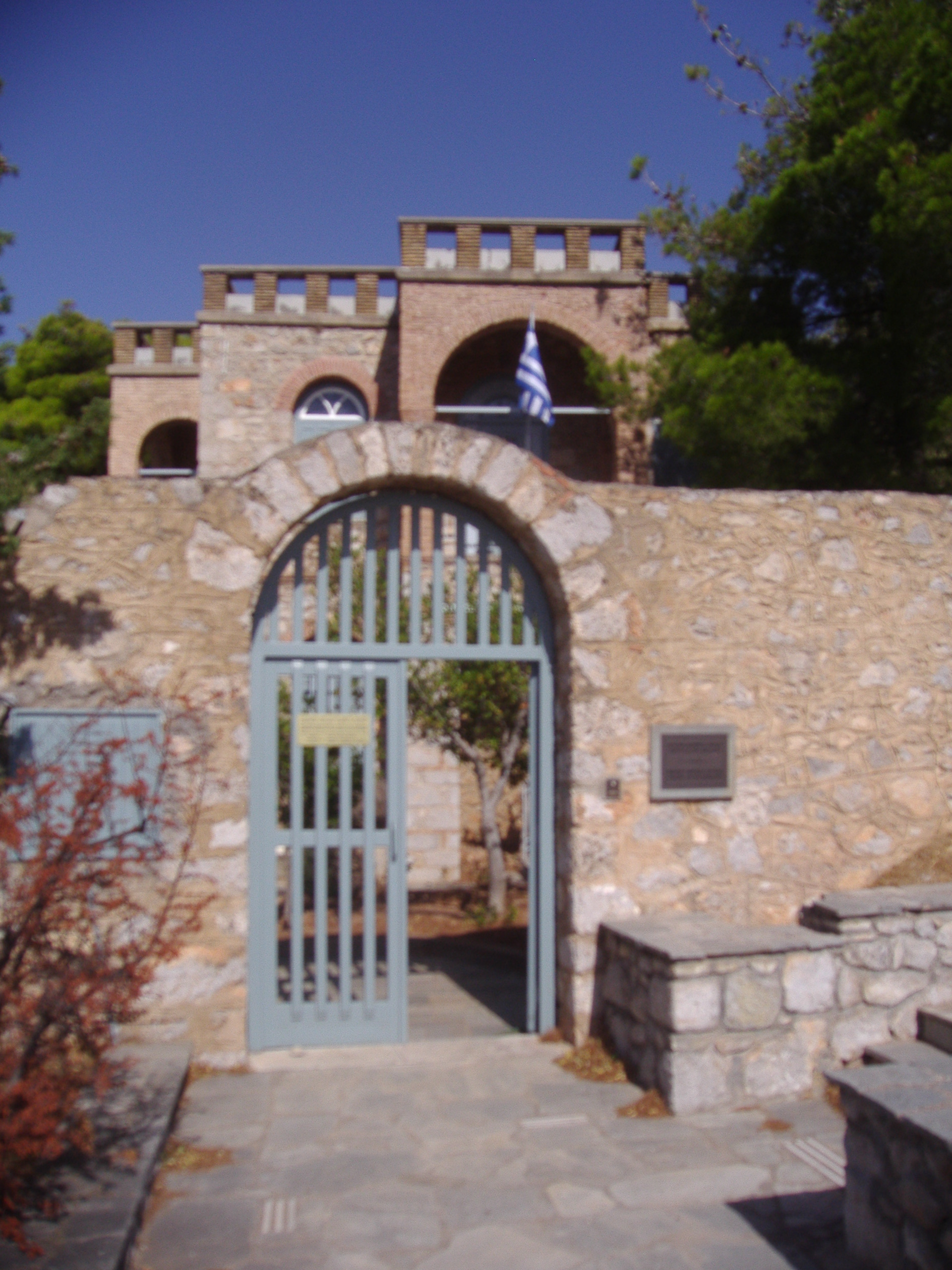
Музей Дельфийских фестивалей, фото 2008 года

Основанный в 1977 году Европейский культурный центр в Дельфах вернулся к проведению Дельфийских праздников. По его инициативе восстановлен дом Ангелоса и Евы Сикелианос, в котором размещён Музей Дельфийских фестивалей (англ. Angelos and Eva Sikelianos Museum). Вновь стало актуальным обсуждение ценности Дельфийской идеи.
Современные фестивали, проходящие летом в Дельфах, относятся к категории этнографических праздников и ориентированы как на туристов, так и на учёных-специалистов. Желающие могут посетить спектакли в античном театре, выставки в культурном центре, принять участие в различных мастер-классах, экскурсиях, семинарах и конференциях.

## Международные Дельфийские фестивали
Выход дельфийских праздников на широкий международный уровень начался в конце XX века с процесса формирования всемирного Дельфийского движения.

Начало всемирному Дельфийскому движению нашей эпохи было положено возникновением в Женеве Международного общества «Musica Magna». Именно этим обществом, возглавляемым Иоганном Кристианом Берхардом Киршем (ФРГ), и был предложен уникальный проект «нового форума нового времени».— К. И. Якубович. Небывало! Невиданно! Здорово! «Российская Музыкальная Газета» 1988, № 9

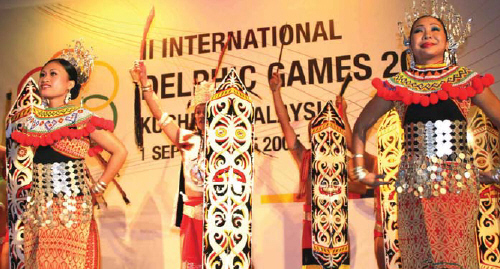
Праздничное открытие Вторых Международных Дельфийских игр, Кучинг, 2005

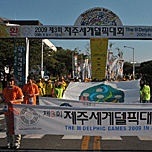
Праздничное шествие. Третьи Международные Дельфийские игры, Чеджу, 2009

См.: Формат международных Дельфийских игр
Празднично-торжественные церемонии открытия и закрытия стали важной составляющей Дельфийских игр. На открытии I-ой Всемирной молодёжной Дельфиады (англ. I World Junior Delphics), которая собрала в 1997 году в Тбилиси 1700 участников из 16 стран, по античной традиции прозвучал гимн «Сказочный день» (музыка Иосеба Кечахмадзе, текст Гиви Чичинадзе). Многовековая культура Грузии, связанная невидимыми нитями с древне-греческой культурой, была представлена в театрализованной композиции.
В адрес этого события пришло приветствие Иегуди Менухина с такими словами:

«Я не могу представить себе более ценной модели духа соревнований друг с другом, чем модель греков. Они помещали утонченность тела, разума и духа на неделимый алтарь жизни»— Письма со всего мира. Фрагменты значительных приветствий
Для формирования делегаций на очередные международные Дельфийские игры внутри стран проходят фестивали разного уровня (регионального, городского, районного). В Невском районе Санкт-Петербурга Дельфийские фестивали проводит МОО «Дельфийское движение в России» — с 2005 года официальный представитель Международного Дельфийского совета (МДС).
Начиная с 2010 года, Международная туристская биржа ITB Berlin завершает свою работу праздником Дельфийских игр во Дворце возле Берлинской радиобашни
. Программа Дельфийских фестивалей (англ. Delphic Festival) анонсируется на сайте МДС и на сайте Международной туристской биржи ITB Berlin.
|  |  |  |

## Видеоматериалы
- Дельфийские игры современной эпохи на YouTube (англ.)
- Праздник Дельфийских игр на ITB 2010 на YouTube (нем.) (англ.)
- Дельфийский фестиваль — большое финальное шоу на ITB 2012 на YouTube (англ.) (нем.)
- Дельфийский фестиваль на ITB 2013 на YouTube (англ.) (нем.)